# 卡罗琳·桑托斯
卡罗琳·桑托斯（葡萄牙語：Caroline Santos，1996年2月6日—），巴西女子跆拳道运动员，2019年世界跆拳道锦标赛女子62公斤级银牌得主、2023年世界跆拳道锦标赛女子62公斤级银牌得主。